# ميخائيل دونوهيو
ميخائيل دونوهيو (بالإنجليزية: Michael Donohue)‏ هو لاعب كرة قدم بريطاني في مركز الوسط، ولد في 12 نوفمبر 1997 في وارينغتون في المملكة المتحدة. لعب مع نادي إيفرتون ونادي بارو.

## وصلات خارجية
- ميخائيل دونوهيو على موقع قاعدة بيانات كرة القدم.إي يو (الإنجليزية)
- ميخائيل دونوهيو على موقع Soccerway.com (الإنجليزية)